# Savur
Savur (kurd: Stewrê; àrab: صور, Ṣawur; turc: Savur) és un districte de Mardin, província de Turquia.
El districte va ser creat el 1884 i la seva població el 2014 era de 29.026 habitants. El 1966 l'índex d'alfabetització a Savur era de l'11,1%. El districte destaca pels seus llocs històrics com Aynkamar, Ras-ıl Meydan, Ras-ıl Harf, Köprübaşı i llocs d'interès turístic, com ara la mesquita Ulucami, el castell de Savur i algunes mansions antigues als afores del castell.
El Premi Nobel Aziz Sancar va néixer en aquesta ciutat el 1946.